# Ronald L. Moehlman
Ronald Leonard Moehlman (Madison, 5 maart 1907 – Cedar Rapids, 21 januari 1972) was een Amerikaans componist, dirigent en arrangeur.

## Levensloop
Moehlman studeerde muziek aan de Universiteit van Wisconsin in Madison en later aan de Staatliche Musikhochschule in Berlijn. Hij werd zowel als jazzmuzikant alsook als arrangeur van klassieke muziek voor harmonieorkest bekend. Vooral heeft hij werken van Johann Sebastian Bach voor harmonieorkest bewerkt, zoals zijn Prelude and Fugue in B-Flat minor, Prelude and Fugue in g minor, Prelude and Fugue in d minor, Prelude and Fugue in F Major. 
Als dirigent was hij verbonden aan de stedelijke harmonie van Cedar Rapids (Iowa). 
De componist Moehlman heeft een aantal werken voor harmonieorkest geschreven. 

## Composities

### Werken voor harmonieorkest
- 1940 King John, voor harmonieorkest
- 1948 St. Francis of Assisi, ouverture
- 1952 St. George, ouverture

## Media
1. ↑  Prelude and Fugue in Bb Minor van Johann Sebastian Bach in een bewerking van Ronald Leonard Moehlman